# Szerelemhegyi András
Szerelemhegyi András (Kecskemét, 1762. szeptember 6. – Vác, 1826. január 17.) zeneszerző, szövegíró.

## Élete
Liebenberger András kecskeméti szűcsmester fiaként született. Az első magyar színésztársaság tagja 1792-től; családi neve Liebenberger volt. Eleinte Bécsben színészkedett, Bécs egyik utcáját, melynek egyik helyiségében sok víg estét töltött el színész társaival, az ő tiszteletére Liebenbergergasse-nak nevezték el. 
1793 és 1796 között az énekes játékok súgója volt és hogy a Nemzeti Játszó Társaság gyarapodjék, buzgó hazafiságtól indíttatva «egyedül jószivűségből és minden jutalom nélkül» az énekes játékokkal és nemzeti új melódiákkal, valamint a «Kótabeli vagy is Énekeknek» betanításával töltötte idejét. Ezen ügyben augusztus 25-én jelentést tett Pest vármegyéhez és kérvényéhez javaslatát is mellékelte, melyet Bayer közöl. 1800-ban Kecskemét városához támogatásért folyamodott 18 szövegkönyve kinyomtatásához, azonban csak kevés pénzt kapott. A váci káptalanban dolgozott mint gazdatiszt.

## Munkái
- A lantosok, vagy-is: A víg nyomorúság. Egy víg énekes játék három felvonásban. Szabadon fordította és muzsikára alkalmaztatta... A muzsikáját pedig több ékesítő instrumentumokkal bővítette Reiman úr. Pest, 1793. (A harmadik magyar opera 1793. decz. 18. először. 1794-95-ben is).
- Öröm-ének, mellyet főherczeg Sándor Leopold Magyar ország nádor ispánnyának nevenapja alkalmatosságával versekbe szedett Sz. A. és vidám nótában foglalt Reiman úr. Uo. 1793.
- Pikkó Hertzeg és Jutka-Perzsi. Szomorú víg opera két felvonásban. Német nyelvből magyarra alkalmaztatott S. A. úr által. Uo. 1793.
- A jó-tévő Szarándok, vagy is a tsörgő-sapka. Egy víg-babonás énekes játék három fel-vonásokban. Sikáneder úr után a Nemzeti Játékszínre alkalmaztatta. Uo. 1795. Ford. 1794. Zenéjét szerzé Henneberg Bécsben. (1795. ötször került színre először jún. 9. Előadatott Budán, 1836. aug. 11., Pesten, 1839. júl. 13.).
- A magokkal el-hitetett filozofusok. Egy víg énekes játék két felvonásokban. Német nyelvből magyarra fordíttatott, Paizello úr muzsikája szerént. Uo. év n. (A második magyar opera; előadták először 1793. okt. 27. 1794. és 95-ben is).